# Chances
Chances var en australiensisk såpopera, producerad 1991-1992 om en medelklassfamilj vars liv förändras av en miljonvinst på lotteri. Serien sändes av Nine Network, ursprungligen som två entimmesavsnitt per vecka.
Huvudrollerna spelas av John Sheerin och Brenda Addie som Dan och Barbara Taylor, Jeremy Sims som deras busige son Alex, Deborah Kennedy som Dans syster Connie Reynolds, Tim Robertson som Dans bror Jack, Anne Grigg som hans fru Sarah, och Michael Caton som grannkompisen Bill Anderson.